# Iwan Semjonowitsch Kulikow

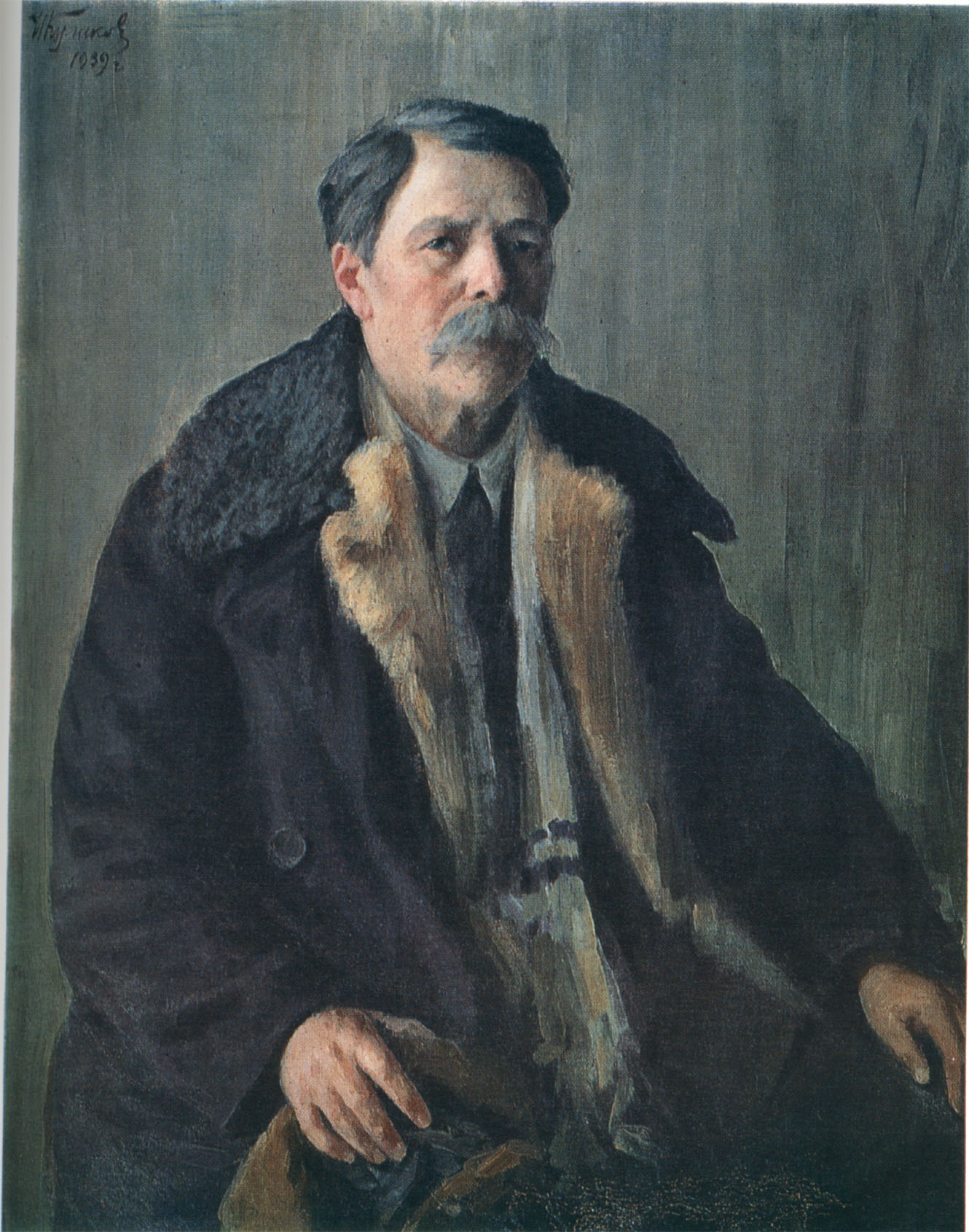
Iwan Semjonowitsch Kulikow (Selbstporträt, 1939)

Iwan Semjonowitsch Kulikow (russisch Иван Семёнович Куликов; * 1. Apriljul. / 13. April 1875greg. in Murom; † 15. Dezember 1941 ebenda) war ein russisch-sowjetischer Maler.

## Leben
Kulikow war der Sohn des ehemaligen leibeigenen Bauern Semjon Loginowitsch Kulikow aus dem Dorf Afanassowo, der in Murom als hervorragender Dachdecker, Anstreicher und Leiter eines kleinen Artels Häuser und Kirchen baute und reparierte.
Im Sommer 1893 wurde Kulikow auf Empfehlung des Zeichenlehrers der Ujesd-Schule N. A. Towzew mit dem Maler Alexander Iwanowitsch Morosow bekannt, der gelegentlich den Sommer in Murom verbrachte und nun Kulikows Eltern riet, ihren Sohn nach St. Petersburg auf die Schule der Gesellschaft zur Förderung der Künste an der Kaiserlichen Akademie der Künste (IACh) zu schicken. Im September 1893 kam Kulikow erstmals nach Moskau und besuchte die Tretjakow-Galerie und das Rumjanzew-Museum im Paschkow-Haus. Im November 1893 kam er in St. Petersburg an und wurde Assistent in Morosows Atelier. 1894 wurde Kulikow in die Schule der Gesellschaft zur Förderung der Künste aufgenommen. Dort studierte er Grafik, Malerei, Aufbau der Perspektive und Komposition bei dem Geometer Nikolai Iwanowitsch Makarow und den Malern Alexei Fjodorowitsch Afanassjew und Ernst Friedrich von Liphart. 1896 wurde Kulikow Gasthörer an der Kunsthochschule der IACh im Atelier Wladimir Jegorowitsch Makowskis, um nach wenigen Wochen zu Ilja Jefimowitsch Repin zu wechseln. Im Frühjahr 1898 wurde Kulikow auf Antrag seines Lehrers als Student in die Kunsthochschule aufgenommen. In den Jahren 1900 und 1901 fertigte er etwa 20 Illustrationen zu Maxim Gorkis Erzählungen Konowalow und Sechsundzwanzig und eine an, die im Nischni Nowgoroder Gorki-Museum und im Kunsthistorischen Museum Murom aufbewahrt werden. Gleichzeitig half er Repin bei dessen Gemälde der Feierlichen Sitzung des Staatsrates am 7. Mai 1901 aus Anlass seines 100-jährigen Bestehens zusammen mit Boris Michailowitsch Kustodijew und fertigte 17 Porträtzeichnungen an.
Im November 1902 schloss Kulikow sein Studium ab. Mit seinem Wettbewerbsgemälde des Teetrinkens in einer Bauernhütte gewann er 1902 die Große Goldmedaille, die persönliche Ehrenbürgerschaft und das Anrecht auf ein Auslandsstipendium. Darauf besuchte er 1903–1905 Italien und Frankreich. Auf der Weltausstellung Lüttich 1905 erhielt er für das Porträt seiner Mutter die Große Silbermedaille. Für zwei 1906 entstandene Gemälde erhielt er den Kuindschi-Preis der Kuindschi-Künstler-Gesellschaft. Für seinen Murom-Zyklus wurde er 1915 zum Maler-Akademiker der IACh ernannt.
Nach der Oktoberrevolution arbeitete Kulikow im Muromer Museum und leitete lange die Kunstabteilung. Aus den verlassenen, geplünderten und zerstörten Schlössern und Herrenhäusern sammelte er Gemälde, Zeichnungen, Skulpturen, Gegenstände der angewandten Kunst und Archivmaterialien. Er rettete die Sammlungen der Grafen Uwarow in Karatscharowo.
Kulikow war verheiratet mit Jelisaweta Arkadjewna Kulikowa geborene Sokolowa und hatte eine Tochter Tatjana, die Russisch-Lehrerin wurde und den Architekten Nikolai Andrejewitsch Bespalow heiratete. Jelisaweta Kulikowa war verwandt mit dem Erfinder Vladimir Zworykin, mit dessen Familie lebhaft verkehrt wurde.
1947 wurde in Murom in dem Haus, das Kulikows Vater 1882 von dem Kaufmann Chochlow gekauft hatte und in dem Kulikow bis zu seinem Tod gelebt und gearbeitet hatte, das Kulikow-Museum eröffnet. Auf Kulikows Grab in Murom wurde 1975 ein neuer Grabstein aufgestellt. 2007 wurde das Kulikow-Museum geschlossen; die Exponate wurden in das Kunsthistorische Museum Murom überführt. Das Kulikow-Haus befindet sich jetzt im Besitz der Nachkommen Kulikows.

## Werke

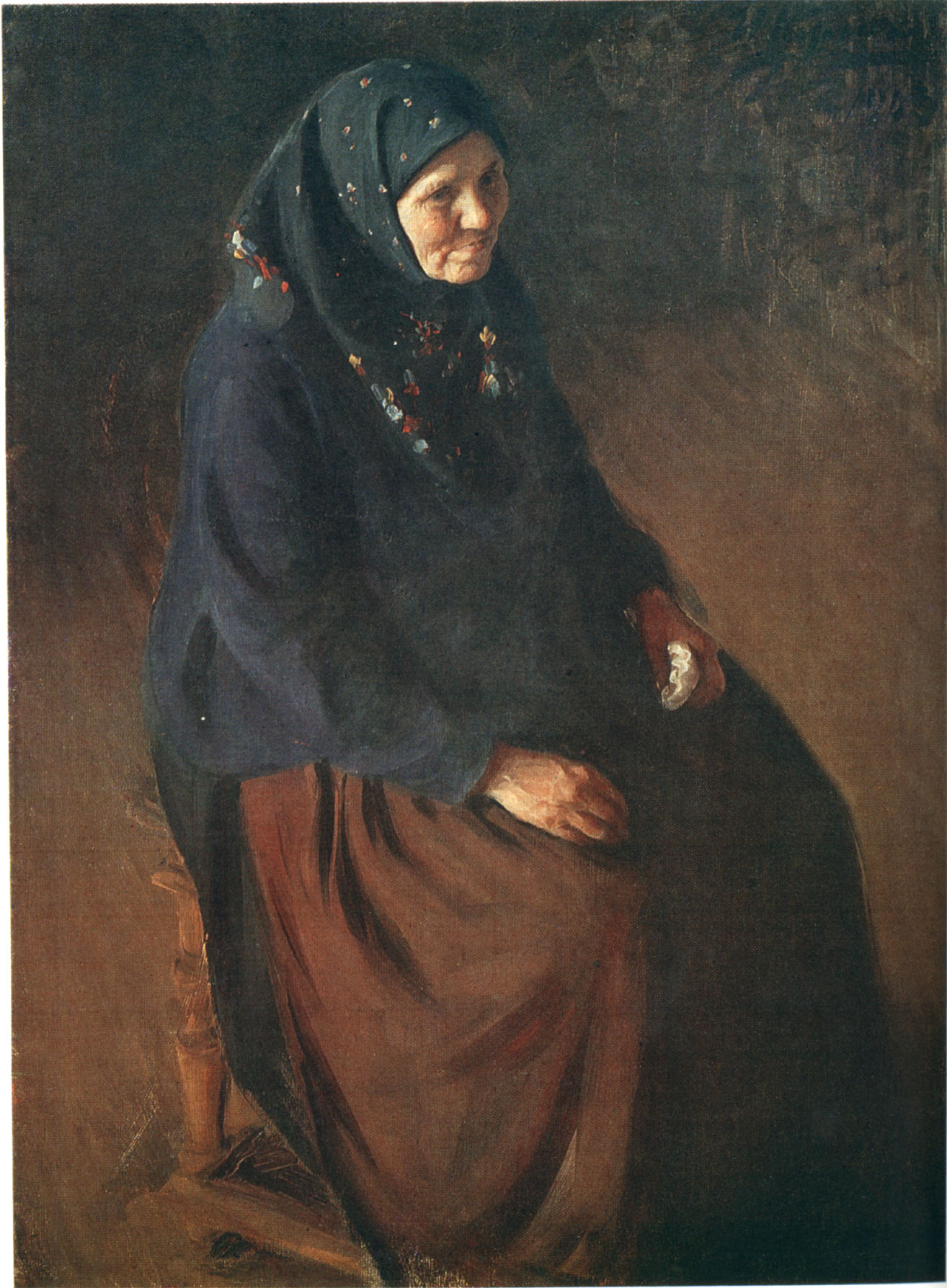
Porträt meiner Mutter (1903)
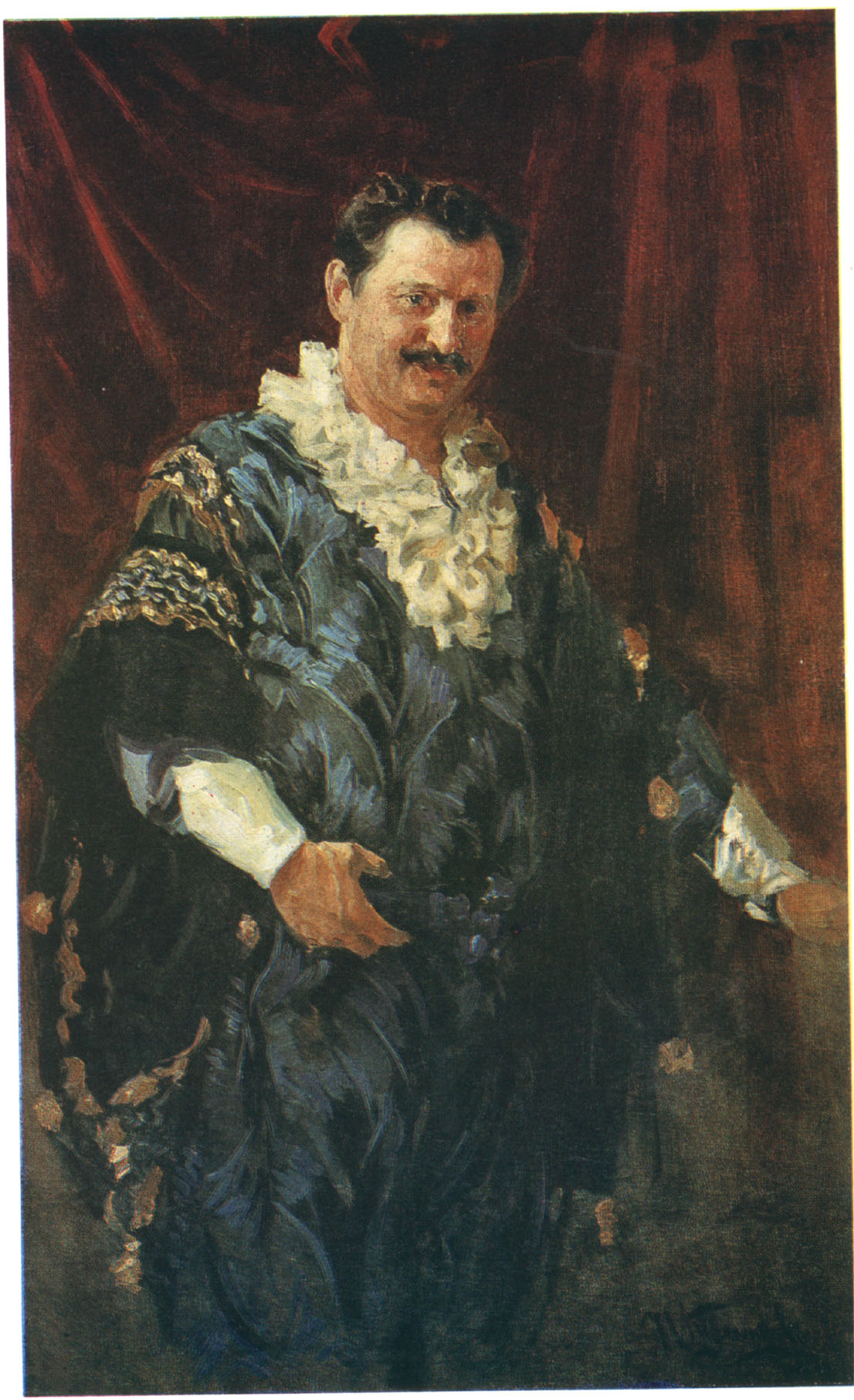
Clown Anatoli Leonidowitsch Durow (1911)
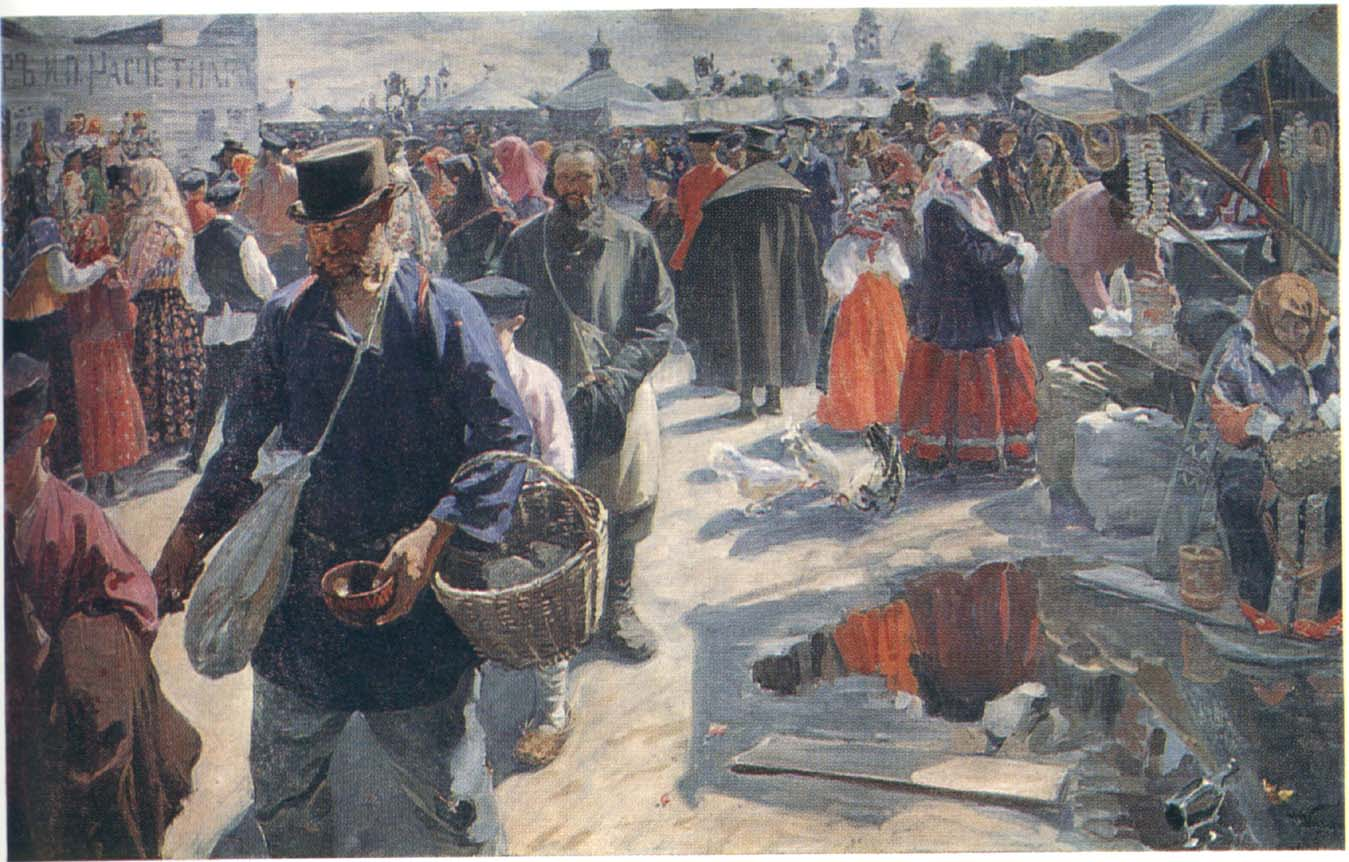
Jahrmarkt Murom (1910–1912)
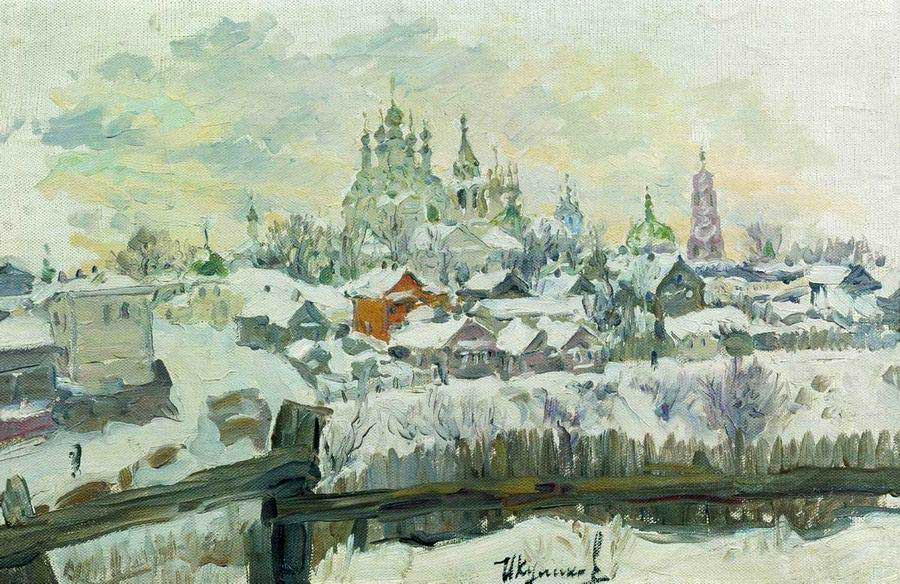
Kloster Murom (1914)
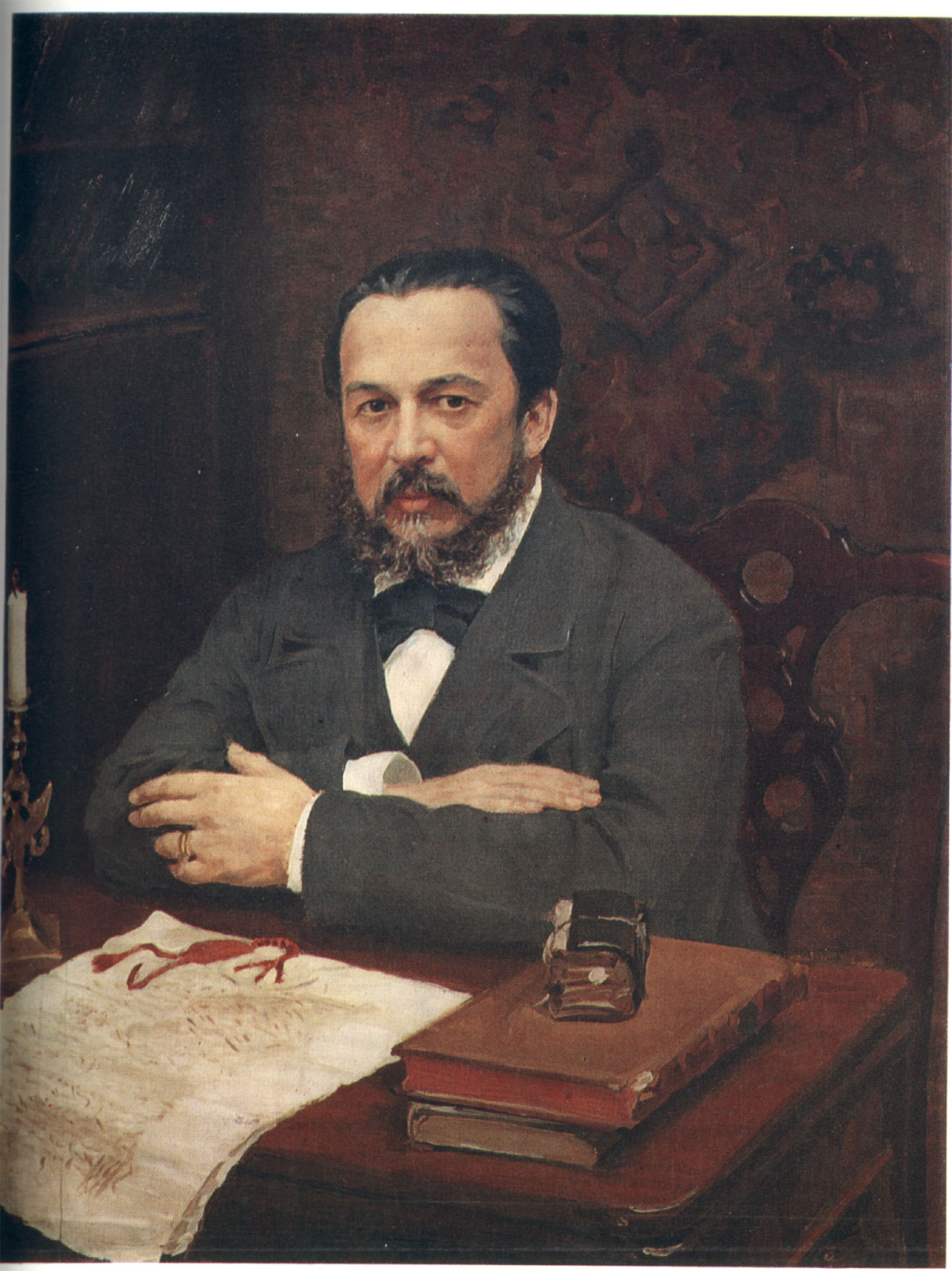
Archäologe Alexei Sergejewitsch Uwarow (1916)
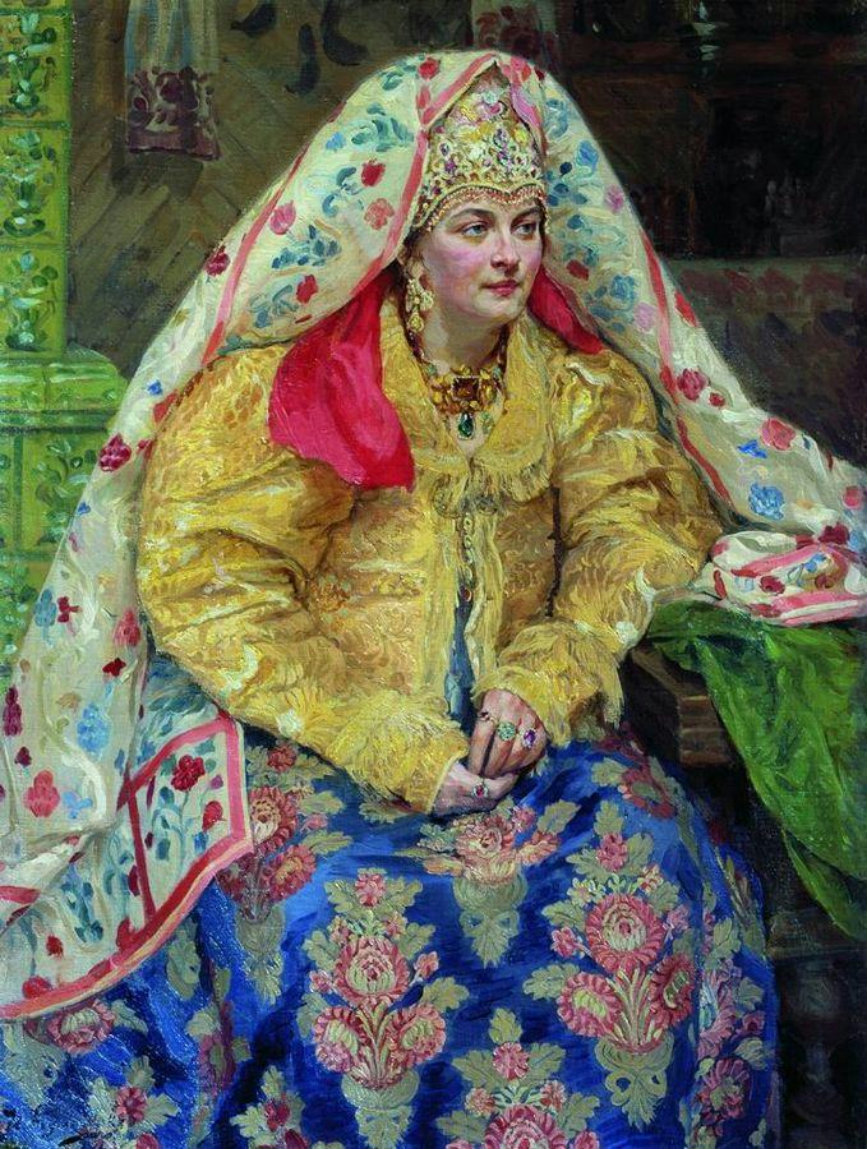
In russischer Tracht (Kulikowas Frau, 1916)
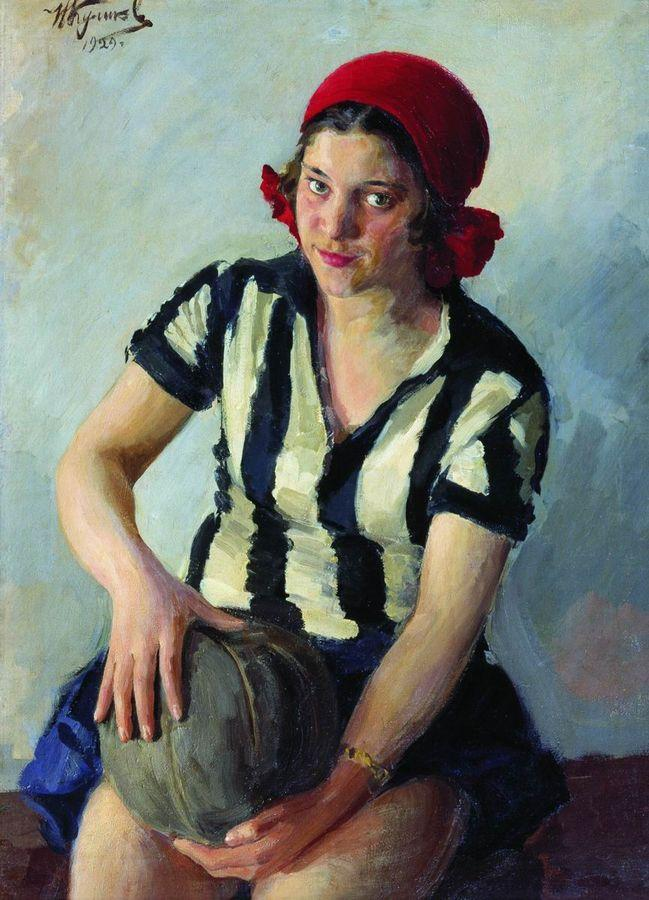
Sportlerin (1929)
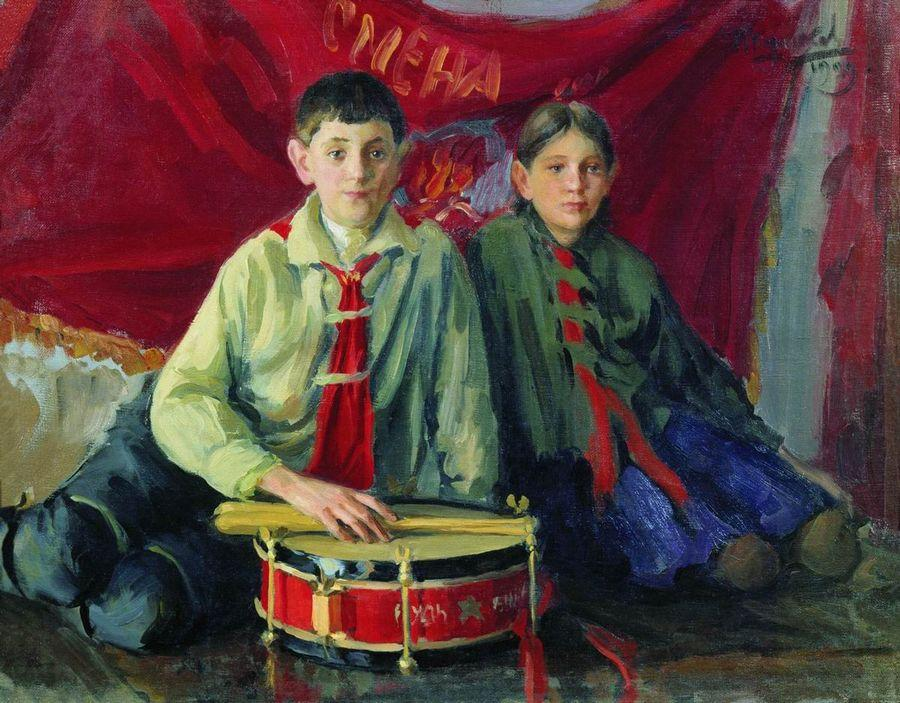
Pioniere (1929)
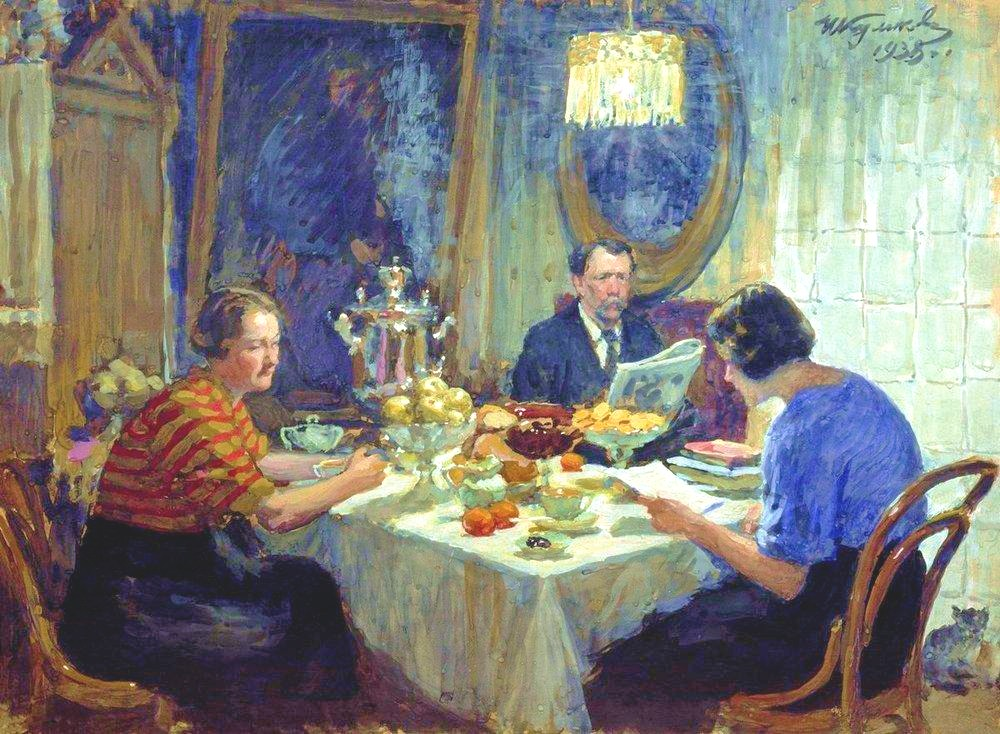
Familie Kulikow bei Tisch (1938)
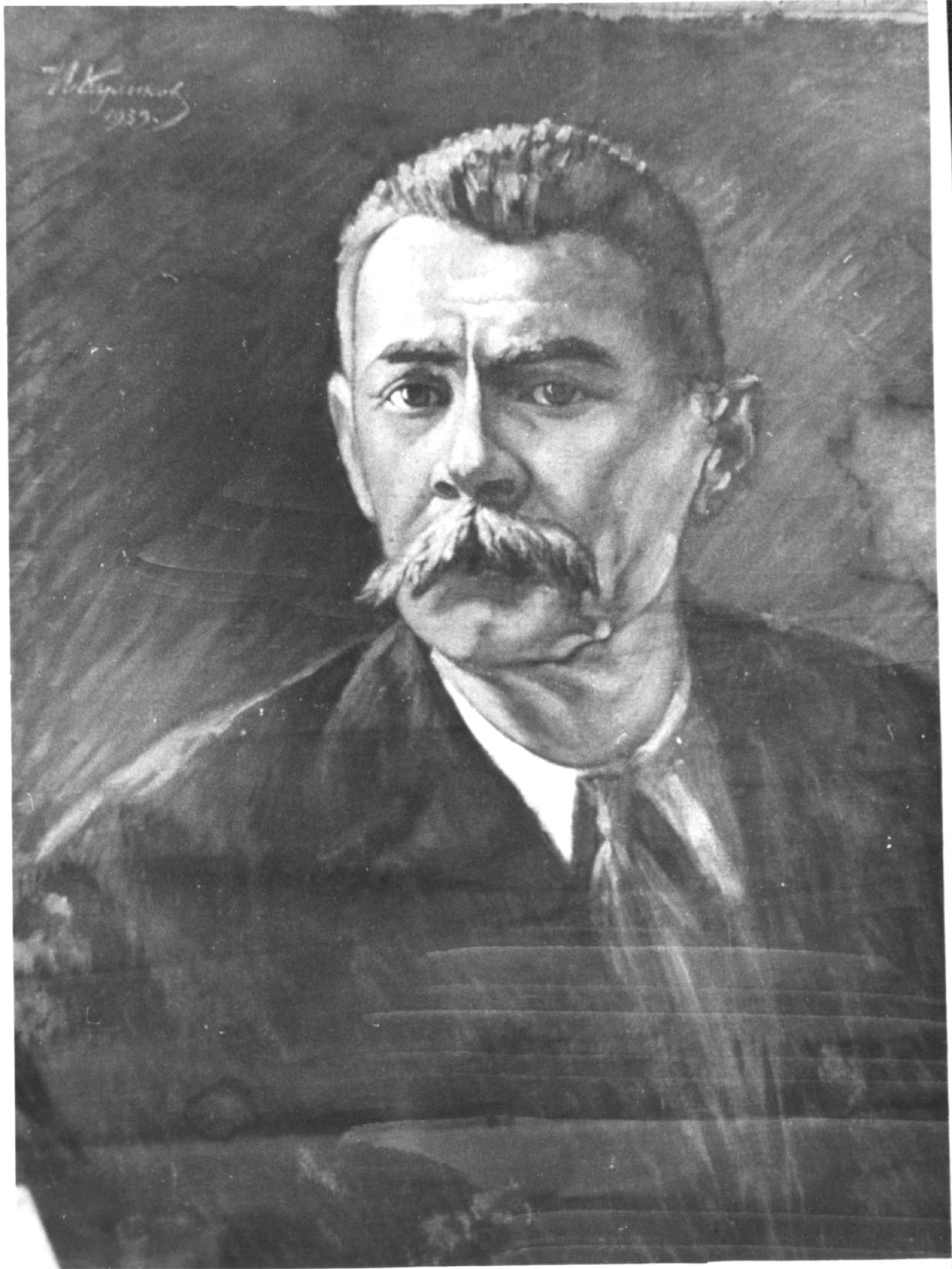
Maxim Gorki (1939)
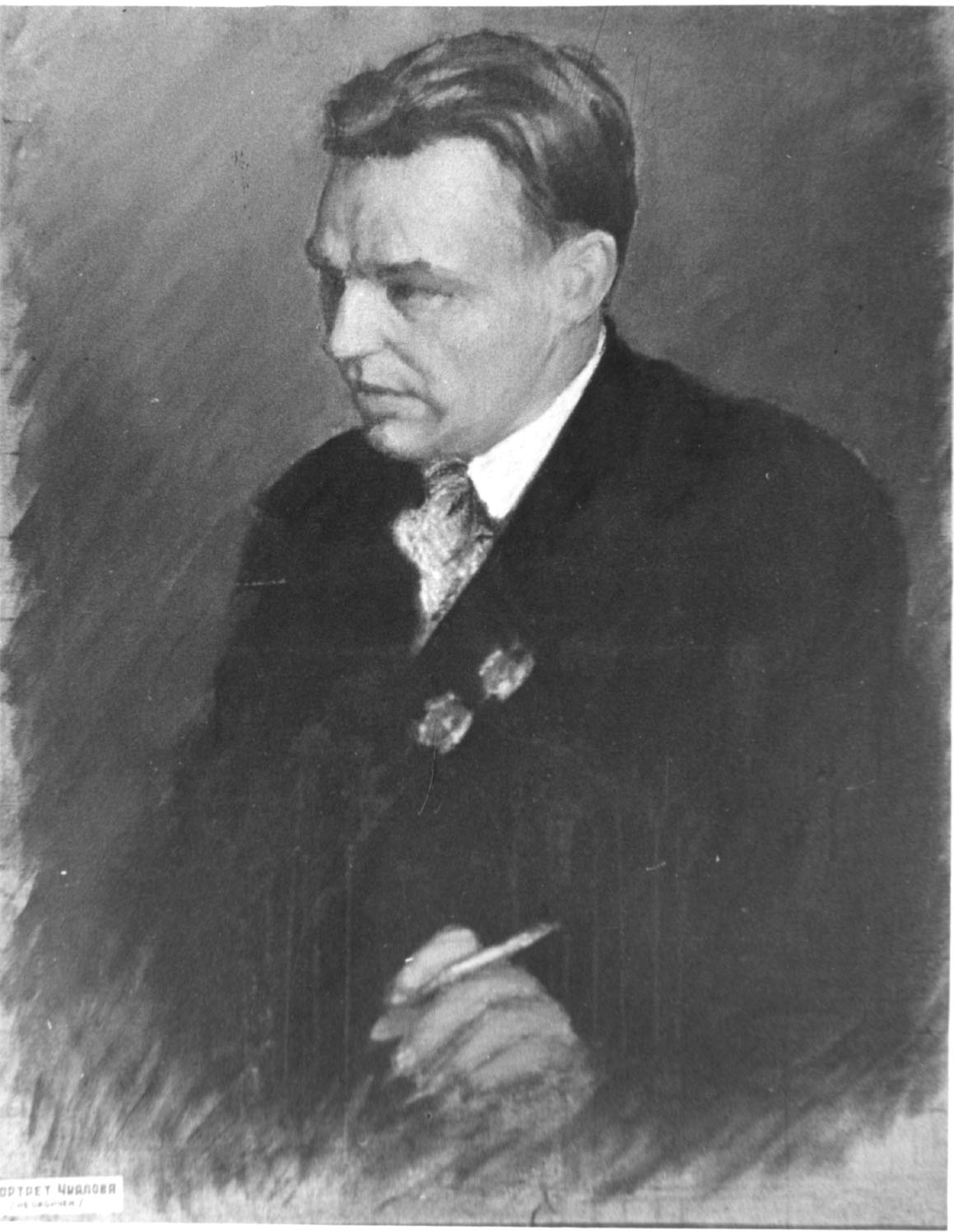
Pilot Waleri Pawlowitsch Tschkalow (1940)